# Margaret Guido
Cecily Margaret Guido (de nacimiento Preston; 5 de agosto de 1912-8 de septiembre de 1994), también conocida como Peggy Piggott, fue una arqueóloga inglesa, prehistoriadora y especialista en hallazgos históricos. Su carrera en arqueología británica abarcó sesenta años y es reconocida por sus métodos de campo, su investigación sobre asentamientos prehistóricos (castros y casas circulares), rituales funerarios y estudios de artefactos (en particular las cuentas de vidrio desde la Edad del Hierro hasta época anglosajona), así como su rápida publicación y de alta calidad, contribuyendo a su campo con más de 50 artículos y libros entre los años 1930 y 1990.

## Primeros años
Guido nació como Cecily Margaret Preston el 5 de agosto de 1912 en Beckenham, Kent. Era hija de Elsie Marie Fidgeon —cuyo padre era autónomo— y de Arthur Gurney Preston, un ingeniero educado en Cambridge y acaudalado herrero, que también constaba como autónomo en el momento de su nacimiento. El hogar de la familia era una mansión de veinte habitaciones, Wood Lodge, en West Wickham, en la línea de una calzada romana. Su padre se ahogó en Cornualles en el verano en que cumplió ocho años; su madre volvió a casarse y Peggy fue criada por una tía.

## Educación
De niña, Guido se interesó por las monedas romanas. De joven, conoció y empezó a excavar con Mortimer Wheeler y Tessa Verney Wheeler, y pasó su 21.º cumpleaños excavando en la ciudad romana de Verulamium (en 1933). Guido tenía un especial cariño por Tessa, y hablaba de ella con gran afecto, dedicando su monografía sobre cuentas de vidrio a su memoria. En 1934 obtuvo su primer título (entonces un diploma para mujeres) en la Universidad de Cambridge. En 1935 fue fotografiada trabajando en la cerámica de Whitehawk Camp con E. Cecil Curwen. De 1935 a 1936, Guido estudió arqueología en el Instituto de Arqueología de Londres, donde obtuvo un diploma de postgrado en Prehistoria de Europa Occidental. Allí conoció a su primer marido, Stuart Piggott, con quien se casó el 12 de noviembre de 1936.

## Carrera

### Primeros intereses
Guido comenzó su carrera arqueológica trabajando sobre la Edad del Hierro temprana. Comenzó escribiendo acerca de la excavación de urgencia de un sitio de la Edad del Hierro temprana en Southcote (Berkshire), que apareció en Proceedings of the Prehistoric Society en 1937, y publicando sobre la cerámica Theale de la Edad del Hierro al año siguiente. En 1938 y 1939 trabajó en la primera excavación de investigación de The Prehistoric Society en el sitio tipo de la Edad del Hierro temprana de Little Woodbury (Wiltshire). Allí trabajó con Gerhard Bersu, quien en última instancia parece haber sido una influencia tan grande en Guido como los Wheeler. En 1939, publicó otro trabajo de la Edad del Hierro temprana sobre un sitio de excavación en Langton Matravers (Dorset), mejorando enormemente el conocimiento de un periodo que para entonces apenas había empezado a ser aclarado.
Guido fue una hábil excavadora y estuvo muy involucrada en la excavación del barco funerario anglosajón de Sutton Hoo (en 1939) con Charles Phillips.

### Edad del Bronce
Sin embargo, las propias excavaciones de Guido se centraron sobre todo en la Edad del Bronce. La primera excavación que dirigió (en 1937) a la edad de 25 años fue el túmulo de la Edad del Bronce Medio y el cementerio de urnas de Latch Farm (Hampshire); su publicación al año siguiente también contribuyó de forma significativa al nomenclátor de urnas de cremación conocido para el periodo.
Durante la década de 1940, estuvo en la cima de su productividad, generando una media de dos publicaciones al año, a menudo para la revista nacional Proceedings of the Prehistoric Society, así como para notables sociedades regionales. En esa época, publicó sobre varios tipos de monumentos de la Edad del Bronce, como los recintos de la Edad del Bronce (Wiltshire), incluido el recinto de la colina de Ram's Hill (Berkshire) y los círculos de piedra (Dorset), incluida la excavación de dieciocho túmulos (Hampshire y Wiltshire), así como otros en Crichel y Launceston Downs (Dorset).

### Edad del Bronce Final
Hacia el final del periodo de la Segunda Guerra Mundial, Guido centró su atención en la comprensión de los sitios de bancos de tierra lineales prehistóricos (Hampshire), así como en la elaboración de un estudio detallado del complejo de bancos de tierra de Grim's Ditch (Wiltshire). A finales de la década de 1940, Guido comenzó a centrarse en el periodo de la Edad del Bronce Final y también empezó a elaborar informes especializados en artefactos, especialmente sobre la metalurgia de la Edad del Bronce Final. En particular, elaboró un exhaustivo estudio sobre las cuchillas de afeitar británicas, otro sobre un tesoro de metalistería de la Edad del Bronce Final procedente de Blackrock (Sussex) y estudios sobre artefactos individuales, así como un informe sobre un enterramiento de la Edad del Bronce Final en Orrock (Fife). Fue entonces cuando comenzó a desarrollar su interés especializado en las cuentas de vidrio.

### Excavación de castros
A finales de la década de 1940, la Society of Antiquaries of Scotland le concedió financiación para poner a prueba el modelo de desarrollo de los asentamientos de la Edad de Hierro en el sur de Escocia, en respuesta a una declaración política del Council for British Archaeology sobre la naturaleza engañosa de la clasificación de los asentamientos a partir de los restos de superficie. Este fue uno de los primeros intentos de llevar la arqueología de los asentamientos más allá del estudio tipológico. En sus excavaciones en las tierras altas de Hownam Rings (en 1948), Hayhope Knowe (en 1949) y Bonchester Hill (en 1950) —cada sitio se publicó el mismo año en que fue excavado— puso a prueba y refinó el modelo CBA, proporcionando un marco cronológico relativo para los asentamientos prehistóricos posteriores en el sur de Escocia. En la época anterior a la aplicación de la datación por radiocarbono al material arqueológico, esto supuso un gran avance para los estudios prehistóricos.
Los últimos años de la década de 1940 y los primeros de la de 1950 marcan a Guido como una de las prehistoriadoras británicas más importantes. En este periodo, excavó no menos de seis castros, y fue su trabajo en el campo de los estudios sobre castros el que se considera más influyente. En particular, Hownam Rings (1948) se convirtió en el sitio tipo para el desarrollo de los castros, conocido como el Paradigma de Hownam, el cual sigue siendo válido. Guido trabajó con su marido en su sexta excavación de un castro: el yacimiento de Braidwood Fort (1951-55).

### Excavación de casas circulares
Más allá de esclarecer las cronologías relativas de los asentamientos, el dibujo de reconstrucción de Guido de la casa circular de Hayhope se convertiría en el estándar moderno. Aunque Little Woodbury había conseguido sacar a la luz una casa circular de la Edad del Hierro temprana, el informe no había sido nada concluyente con respecto a su reconstrucción. Guido lo simplificó en línea con el trabajo anterior de Wake y Kilbride-Jones en Northumbria, que influyó en Brewster en Staple Howe. Las excavaciones de Hayhope-Hownam también sugirieron el potencial de una tipología de casas prehistóricas, tal y como emprendieron posteriormente Richard Feachem y George Jobey, ambos muy influenciados por el trabajo de Guido. Gracias a su contribución a la prehistoria británica, Guido fue elegida miembro de la Society of Antiquaries of London en 1944, a la edad de 32 años. En 1946 también se convirtió en miembro de la Society of Antiquaries of Scotland.

### Décadas de 1950 y 1960
A principios de la década de 1950, Guido ya estaba trabajando en lo que se considera una comprensión de la vida cotidiana en la prehistoria: registrando las posiciones de los hallazgos en los planos y considerando los depósitos rituales. Es en el trabajo de Guido donde se observa el advenimiento de los estudios modernos sobre asentamientos, a través de su estrategia de excavación y su trabajo sobre castros y casas circulares.
Entre 1951 y 1953, además de su trabajo de campo en Escocia, publicó una serie de trabajos sobre yacimientos ingleses, entre los que se encuentran el yacimiento de Carl Wark (cerca de Sheffield), el complejo neolítico de Dorchester (Oxfordshire), importante por su trabajo sobre los monumentos henge, con R.J.C. Atkinson y Nancy Sanders, y su excavación en tiempos de guerra del enterramiento en un túmulo de la Edad del Hierro (Hampshire). Fue entonces cuando dirigió su atención a la arqueología de los humedales y a la que podría considerarse su excavación más técnica: el crannog de Milton Loch (Dumfries y Galloway), con su casa circular de madera bien conservada (publicada en 1953).
Guido elaboró uno de sus últimos informes de campo para la prehistoria británica en 1954 —una nota sobre la cerámica de un dun (en Tiree)— en el año en que terminó su relación con Stuart. Trabajó con él en el yacimiento de Braidwood Fort hasta que su matrimonio se rompió en 1956. A continuación, se trasladó a Sicilia y recuperó brevemente su apellido de soltera, Preston. Lo utilizó en la traducción que ella y su segundo marido, Luigi Guido, hicieron de la obra de Bernabo Brea Sicily before the Greeks (1957). En los años sesenta y principios de los setenta elaboró cuatro guías de arqueología italiana: sobre Cerdeña (1963), Siracusa (1965), Sicilia (1967) y el sur de Italia en su conjunto (1972), así como reseñas de notables trabajos arqueológicos italianos en las páginas de la revista británica Antiquity.

### Cuentas de vidrio
Volviendo a la arqueología, en la década de 1970, Guido se dedicó a investigar las cuentas de vidrio y viajó por Gran Bretaña para ver los ejemplos excavados, así como los que se encontraban en los museos. En 1978, publicó su primer volumen sobre cuentas de vidrio británicas antiguas, una obra que abarcaba los periodos prehistórico y romano (dedicada a Tessa Verney Wheeler), tras lo cual comenzó su volumen anglosajón. Fue cofundadora del Bead Study Trust (en 1981) y del Peggy Guido Fund for Research on Beads. A partir de la década de 1970, elaboró docenas de informes especializados en cuentas (para yacimientos como Lankhills Winchester, Colchester, Wilsford, Cadbury Congresbury, Conderton Camp, Castle Copse, y muchos más que aún no se han publicado). Su investigación sobre las cuentas la llevó a conducir una furgoneta por toda Europa durante la década de 1980. Su volumen sobre las cuentas anglosajonas fue publicado póstumamente (por Martin Welch) en 1999. Ambos volúmenes siguen siendo las principales obras de referencia sobre el tema.

### Comisariado y carrera posterior
En 1977, Guido se trasladó de Brock Street, en Bath, a Long Street, en Devizes, y se involucró en el Museo de Devizes, actual Museo de Wiltshire. A la edad de 70 años, volvió a centrar su atención en la arqueología prehistórica de campo, publicando una reconsideración del recinto interior de Figsbury Ring, Wiltshire, con Isobel Smith (en 1982) y realizando un estudio de campo de Cow Down en Longbridge Deverill con Eve Machin (entre 1982 y 1983), para evaluar los daños del arado. En 1984 fue elegida vicepresidenta de la Wiltshire Archaeological and Natural History Society.

### Valoración
Guido fue una excavadora muy hábil y una investigadora prolífica. A lo largo de su carrera, sus métodos de excavación fueron conocidos como tácticos y eficientes, excavando un yacimiento por año con una estrategia elegida para los objetivos del sitio. Su yacimiento más influyente en este sentido fue el de Hayhope Knowe, en los Scottish Borders (1949), donde abrió 520 metros cuadrados en zanjas para investigar tres casas y la secuencia de recintos. Esta fue una de las primeras veces que se utilizó este enfoque para la Edad del Hierro septentrional. El método de Guido había tomado lo mejor de las escuelas de excavación de Wheeler y Bersu, reducido para una evaluación rápida.
Su carrera arqueológica abarcó sesenta años y se caracterizó por su alto nivel de trabajo de campo y su rápida publicación de alta calidad. Descrita como poseedora de «inagotables poderes de liderazgo y entusiasmo», no se dejó intimidar por las exigencias de las excavaciones de urgencia para el ejército. Produjo hasta cincuenta trabajos sobre la prehistoria británica, en particular avanzando en los campos de las tradiciones funerarias de la Edad del Bronce, los estudios sobre artefactos de la Edad del Bronce Final, los estudios sobre asentamientos de la Edad del Bronce Final y de la Edad del Hierro (especialmente la arquitectura de casas circulares y las cronologías de los castros) y, por supuesto, las cuentas de vidrio prehistóricas, romanas y anglosajonas. Además de sus propias investigaciones durante la Segunda Guerra Mundial, Guido dirigió numerosas excavaciones de urgencia para el Departamento de Monumentos Antiguos del Ministerio de Obras, en sitios requisados con fines de defensa.

## Vida personal
El 12 de noviembre de 1936, la entonces Margaret Preston contrajo matrimonio con su primer marido, el arqueólogo Stuart Piggott. Se habían conocido cuando eran estudiantes en el Instituto de Arqueología de Londres. En 1954, su relación había terminado, y se divorciaron en 1956. En 1957 contrajo matrimonio con Luigi Guido, al que había conocido mientras investigaba en Sicilia. Dos años más tarde, Luigi sufrió una crisis psicótica y pasó seis meses atado a su cama siendo cuidado por Margaret. Al final de este periodo, decidió repentinamente abandonarla y volver a Sicilia; Margaret no volvió a saber nada de él.
Al jubilarse, cuidó de Arnold Walter Lawrence, un erudito clásico y hermano menor de Thomas Edward Lawrence. Tras la muerte de su esposa en 1986, Lawrence se mudó con Guido y vivieron juntos hasta su fallecimiento en 1991. En sus últimos años, Guido visitaba regularmente a su antiguo marido, Stuart, que se había retirado a Wantage. En 1987, Stuart se unió a Guido en la presidencia compartida de la Wiltshire Archaeological and Natural History Society, cargos que ambos ocuparon hasta su muerte.
Guido murió en un hospital de Bath el 8 de septiembre de 1994.

## Legado
Su nombre perdura en el Margaret Guido's Charitable Trust, administrado por Coutts, que concede subvenciones a organizaciones benéficas y de voluntariado, sobre todo las relacionadas con las artes. Un legado al National Trust les ayudó a adquirir las praderas que rodean el monumento de Silbury Hill, en Wiltshire.
El Museo de Wiltshire, en Devizes, conserva algunos de sus hallazgos y utensilios.
Guido tiene un papel destacado en la novela de 2007 The Dig, escrita por su sobrino, John Preston. Lily James interpreta a Guido en la adaptación cinematográfica del mismo nombre, estrenada en Netflix en enero de 2021.